# Sambische Musik
Sambische Musik ist die Musik aus Sambia im südlichen Afrika. Das Land hat ein reiches musikalisches Erbe, das sich in drei große Kategorien zusammenfassen lässt: traditionelle, populäre und christliche Musik.

## Traditionelle Musik
Die traditionelle Musik Sambias hat ihre Wurzeln in den Riten und dem Glauben der verschiedenen ethnischen Gruppen. Sie schwindet seit der Unabhängigkeit des Landes zusehends. Traditionelle Musik diente in Sambia eindeutig rituellen Zwecken und war Ausdruck der sozialen Kontexte der Kultur. Lieder dienten zu lehren, zu heilen, zu beschwören und sich zu erfreuen. Obwohl diese Musik immer mehr an Bedeutung verliert, so ist sie doch in vielen musikalischen Formen Sambias wieder zu finden. Die überall in der afrikanischen Musik zu findende Call and Response-Form findet sich in nahezu jedem sambischen Lied wieder, unabhängig von dessen Stil. Traditionelle Trommelrhythmen und Metren sind in vielfacher Hinsicht traditionellen Ursprungs. Zeitgenössische populäre Musik wie das sambische Kalindula nimmt durch die Spieltechnik des Gitarristen Elemente traditioneller Musik auf.
Traditionelle sambische Musikinstrumente umfassen mehrere unterschiedliche Membranophone, die mit der Hand oder dem Stock geschlagen werden. Trommeln sind essentiell für die meisten traditionellen Tänze. Ngoma ist der ursprüngliche zentralafrikanische Begriff für Trommel, aber die sambischen Trommeln haben unterschiedliche Größen, Formen und Einsatzarten und tragen je nach Stammesherkunft und Funktion spezifische Namen. Die Bechertrommel budima des Tongatales wird beispielsweise nur bei Beerdigungen benutzt. Budimas können jede Größe haben. Eine der interessantesten Trommeln ist die sogenannte Löwentrommel, auf Tonga namalwa, die bei traditionellen Beerdigungen benutzt wird. Sie ist eine Reibetrommel, die nicht geschlagen, sondern an einen Stock gerieben wird, der durch die Trommel führt. Saiten- und Blasinstrumente sind selten in der traditionellen sambischen Musik, existieren jedoch. Im Tongatal werden Instrumente aus Tierhorn geblasen, nyele genannt. Nyele werden abwechselnd geblasen, wobei jeder Bläser ein Horn mit einem bestimmten Ton bläst und sich mit den anderen beim Blasen abwechselt, so dass sich eine Melodie ergibt. Ein mit einem Stöckchen angeschlagener Musikbogen wird kalumbu genannt. Er wird traditionell von Männern gespielt, die heiraten wollen. Wie viele andere afrikanische Länder hatte auch Sambia einst eine lebendige Tradition von Lamellophonen, die je nach Ethnie einen anderen Namen trugen, eine andere Größe hatten und eine unterschiedliche Anzahl von Lamellen. Ähnlich der mbira in Simbabwe ist die kankobela der Tonga ein solches Lamellophon. Obwohl solche traditionellen Instrumente selten geworden sind, sind sie in ländlichen Gebieten Sambias noch immer zu finden.
Aufnahmen traditioneller sambischer Musik wurden in den 1920er Jahren von den Musikethnologen Hugh Tracey und Arthur Morris Jones gemacht. Tracey machte seine Aufnahmen im Sambesital, bevor die Kariba-Talsperre gebaut war und Jones die seinen bei Mapanza in der Südprovinz von Sambia. Die katholischen Missionare J. J. Corbeil und Frank Wafer steuerten ebenfalls zu unserem heutigen Wissen über traditionelle sambische Musik bei. Corbeil sammelte und dokumentierte die instrumentale Tradition der Bemba im Nordosten Sambias. Wafer, ein Jesuit in der Chikuni-Mission, sammelte und überlieferte Musik der Batonga. Ein Kommunalradiosender, der sich dem Erhalt von Musik und Kultur der Batonga verschrieben hat, ist ebenfalls in Chikuni Mission beheimatet und organisiert das alljährliche Festival der Musik der Batonga, das immer über 10.000 Besucher anlockt. Neuere musikethnologische Arbeiten wurden von Sambiern geleistet, darunter Mwesa Isaiah Mapoma und Joseph Ng'andu.

## Populäre Musik
Nach der Unabhängigkeit 1964 wurde der Sambische Radiodienst zu einer der wichtigsten Quellen für populäre Musik, indem er Gruppen wie die Lusaka Radio Band an sich band. Das sambische Radio wurde dominiert vom kongolesischen Rumba. Bald wurden Aufnahmestudios gegründet. Das erste waren die DB Studios von Peter Msungilo in Lusaka. Ihm folgte bald Teal Record Company, ebenfalls in Lusaka. In Ndola wurde dann das dritte Aufnahmestudio gegründet. 
Die Musik des Copperbelts wurde durch Interpreten wie John Lushi, William Mapulanga und Stephen Tsotsi Kasumali bekannt. Aus deren gitarrenbasierender Musik entwickelte sich allmählich der Zamrock, der englische Liedtexte mit Rock verband wie Machine-Gunners und Musi-o-tunya. Populäre Gruppen wie Jaggari Chanda und Great Witch dominierten bald das Feld.
In den späten 1970er Jahren ordnete Präsident Kenneth Kaunda an, das 95 Prozent der Musik im Radio sambisch zu sein habe. Er hoffte, damit die nationale Identität unterstützen zu können. Doch anstatt sich auf ihre traditionellen Wurzeln zu besinnen, wollten die Sambier lieber Popstars werden. Mitte der 1980er Jahre entwickelte sich der Kalindula-Stil. Gruppen wie Masasa Band, Serenje Kalindula und Junior Mulemena Boys gelten als dessen beste Interpreten. Amayenge gilt noch immer als die beste Kalindula-Gruppe seit den 1990er Jahren. Ein Festival traditioneller Kalindulamusik wurde von Radio Chikuni in der Südprovinz gestartet. Die populärsten Gruppen dort waren Green Mamba und Mashombe Blue Jeans.
In den 1990er Jahren verursachten wirtschaftliche Probleme einen Zusammenbruch der sambischen Musikindustrie. Von sambischen Gesetzes nicht geschützt, musste sie das Feld an importierten Ragga und Reggae aus Jamaika, sowie Hip-Hop und Rhythm and Blues aus den Vereinigten Staaten überlassen.
Die erfolgreichste gegenwärtige Plattenfirma in Sambia ist Mondo Music Corporation in Lusaka. Zu ihren Künstlern zählen J.K., Danny, Shatel, und Black Muntu. Soundclips dieser Gruppen finden sich unten auf der Seite. Die sambische Musikindustrie verleiht alljährlich den Ngoma Music Award, der dem afrikanischen Kora Awards auf nationaler Ebene entspricht.
Eine völlig eigene Form sambischer Musik findet sich in der Banjo-Tradition. Das sambische banjo ist eine selbstgebastelte Gitarre, die auf der Tradition der südafrikanischen ramkie und des amerikanischen Banjos basiert. Es finden sich davon jede Form, jede Größe und jede Anzahl von Saiten. Meist wird mit zwei oder drei Fingern gezupft. Die Instrumente werden individuell gestimmt. Der Korpus besteht aus Holz oder Blechdosen. Auf sambischen banjos wird überall im Land Kalindula gespielt.

## Christliche Musik
Die heutige christliche Musik in Sambia beinhaltet traditionelle, koloniale und populäre Musikelemente. Traditioneller Einfluss findet sich in der Call and Response-Form der Liturgie und in dem Gebrauch von Trommeln und Perkussionsinstrumenten in einigen Kirchen. Das stimmliche Timbre spiegelt traditionelle Ästhetik. Ululation ist ein häufiger Stil bei Frauen in religiöser Ekstase. Obwohl die meisten christlichen Missionare in Sambia den Gebrauch traditioneller Instrumente ablehnten, wurde der Gebrauch von Trommeln seit der Mitte des 20. Jahrhunderts allgemein üblich. Tanz wurde ein Element des sambischen Gottesdienstes.
Populärer Einfluss ist im neueren Repertoire zu finden, von dem einiges aus dem Gospel entlehnt ist, der christlichen Popmusik der USA und einigen sambischen Idiomen. Der Gebrauch von Synthesizern und Gitarren ist in einigen Kirchen inzwischen ebenfalls üblich geworden. Die fließenden Übergänge zwischen Kirchenmusik und Pop sind bei einigen Gruppen wie The Glorious Band, Zambian Acappella und Glorious Hosanna Band durchaus herauszuhören.
Der Einfluss des europäisch-amerikanischen Hymnus ist evident in zahlreichen sambischen Glaubensgemeinschaften. Lieder aus britischen und amerikanischen Gesangbüchern sind nach wie vor Bestandteil der Musik in vielen Kirchen Sambias. Viele Harmonien leiten sich aus ihnen ab.

## Aufnahmen
- Brown, Ernest. Songs of the Spirits: The Royal Music of the Nkoya of Zambia. Lusaka, Zambia: University of Zambia Institute for African Studies, 1976.
- Baird, Michael. Batonga across the Waters. Utrecht, The Netherlands: Stichting Sharp Wood Productions, 1997.
- ---. Zambia Roadside Music from Southern Province. Utrecht, The Netherlands: St. Sharp Wood Productions, 2003.
- Daddy, Zemus. Chibaba. Lusaka, Zambia: Mondo Music Corp., 1999.
- Guitar Songs from Tanzania, Zambia & Zaire. Tivoli, N.Y.: Original Music, 1982.
- Hosanna Gospel Band. Lesa Tupepa. Lusaka, Zambia: Mondo Music Corp., 2004.
- J, K. JK. Lusaka, Zambia: Mondo Music Corp., 2001.
- Shoprite Zambia Hit Parade. Lusaka, Zambia: Mondo Music Corp., 2001.
- Tracey, Hugh. "Kalimba & Kalumbu Songs, Northern Rhodesia Zambia, 1952 & 1957: Lala, Tonga, Lozi, Mbunda, Bemba, Lunda." Historical recordings / by Hugh Tracey Variation: Tracey, Hugh.; Historical recordings. Utrecht, The Netherlands: Stichting Sharp Wood Productions; Grahamstown, South Africa; International Library of African Music, 1998. 1 sound disc; digital, mono.; 4 3/4 in.
- Zambian Acapella. Zambian Acapella. Corsicana, Tex.: Paradox Music, 1993.